# Makkabäerbücher
Die Makkabäerbücher oder auch Bücher der Makkabäer ist die Bezeichnung von vier Büchern im Umfeld des Alten Testaments, die teilweise als apokryph oder als deuterokanonisch bezeichnet werden. 
Die Makkabäerbücher verdanken ihren Titel Judas Makkabäus, der den Aufstand der Makkabäer anführte. Seit dem 2. Jahrhundert ist der griechische Name der Makkabäerbücher überliefert. 
Das 1. und das 2. Buch der Makkabäer erzählen die Geschichte des Aufstandes. Das 3. Buch beschreibt die Verfolgung der Juden durch Ptolemaios IV. und deren Rettung.  Das 4. Buch ist eine philosophisch-ethische Abhandlung.

## Bücher
- 1. Buch der Makkabäer
- 2. Buch der Makkabäer
- 3. Buch der Makkabäer
- 4. Buch der Makkabäer